# قيان كندي
قيان كندي (بالفارسية: قیان‌کندی) هي قرية تقع في أذربيجان الغربية في إيران. يقدر عدد سكانها بـ 18 نسمة بحسب إحصاء 2016.